# Виберсвиллер
Виберсвилле́р (фр. Vibersviller) — коммуна во французском департаменте Мозель региона Лотарингия. Относится к  кантону Альбестроф.

## Географическое положение
Виберсвиллер расположен в 65 км к востоку от Меца на границе департаментов Мозель и Нижний Рейн. Соседние коммуны: Виттерсбур и Онскирш на севере, Альтвиллер на востоке, Мюнстер на западе, Живрикур на северо-западе.
Коммуна стоит на реке Ла-Роз и окружена лесными массивами и сельскими угодьями.

## История
- Бывшая деревня сеньората де Фенетранж-Шваналь.
- Была разрушена во время Тридцатилетней войны.

## Демография
По переписи 2007 года в коммуне проживало 447 человек.

## Достопримечательности
- Следы галло-романской эпохи.
- Церковь Сент-Барб 1880 года.

## Известные уроженцы
- Шарль Вагнер (1852—1916) — французский либеральный пастор.